# Aprilie 2002
Acest articol este generat integral pe baza informațiilor din articolul 2002 și este actualizat periodic de un robot.
 Editările făcute în articol vor fi șterse la următoarea actualizare! Dacă doriți să faceți modificări, editați articolul-sursă.

ianuarie -
februarie -
martie -
aprilie -
mai -
iunie -
iulie -
august -
septembrie -
octombrie -
noiembrie -
decembrie
Aprilie 2002 a fost a patra lună a anului și a început într-o zi de luni.

## Evenimente
- 1 aprilie: Țările de Jos a devenit prima țară din lume unde eutanasia a fost legalizată.
- 9 aprilie: La Westminster Abbey au loc funeraliile Reginei mamă Elizabeth a Marii Britanii.
- 27 aprilie: Andrei Pleșu, fondator și rector al Institutului de studii avansate New Europe College din București, a primit Premiul Joseph–Bech pe anul 2001.
- 27 aprilie: Echipa masculină de seniori a devenit campioană europeană la gimnastică, cu ocazia desfășurării celui de–al 25–lea Campionat European de gimnastică artistică.

## Nașteri
- 5 aprilie: Adela Iosif, fotbalistă română
- 7 aprilie: Laura Bretan, solistă de operă româno-americană (soprană)
- 8 aprilie: Skai Jackson (Skai Syed Jackson), actriță americană
- 16 aprilie: Ovidiu Perianu, fotbalist

## Decese
- 1 aprilie: Simo Häyhä (aka Moartea albă), 96 ani, militar finlandez (n. 1905)
- 2 aprilie: Shigeo Sugimoto, 75 ani, fotbalist japonez (n. 1926)
- 5 aprilie: Layne Thomas Staley, 34 ani, bariton american (n. 1967)
- 5 aprilie: Arthur Ponsonby, 11th Earl of Bessborough, 89 ani, politician britanic (n. 1912)
- 6 aprilie: Petru Dumitriu, 77 ani, scriitor român (n. 1924)
- 7 aprilie: John Agar, 81 ani, actor de film, american (n. 1921)
- 8 aprilie: María Félix (María de los Ángeles Félix Güereña), 87 ani, actriță, fotomodel și cântăreață mexicană (n. 1914)
- 8 aprilie: Florin Mitroi, 64 ani, pictor român (n. 1938)
- 10 aprilie: Haim Cohen (n. Chaim Hermann Cohn), 91 ani, jurist israelian (n. 1911)
- 10 aprilie: Yuji Hyakutake, 51 ani, astronom japonez (n. 1950)
- 10 aprilie: Cristian Panait, 29 ani, procuror român (n. 1973)
- 11 aprilie: Branko Bauer, 81 ani, regizor croat de film (n. 1921)
- 11 aprilie: Mișu Dulgheru, 93 ani, ofițer român (n. 1909)
- 12 aprilie: Gabriel Raksi, 63 ani, fotbalist român (atacant), (n. 1938)
- 13 aprilie: Miklós Nagy, 77 ani, istoric literar și profesor universitar maghiar (n. 1924)
- 13 aprilie: Desmond Titterington, 73 ani, pilot britanic de Formula 1 (n. 1928)
- 15 aprilie: Damon Knight, 79 ani, scriitor american de literatură SF (n. 1922)
- 16 aprilie: Cristina Luca Boico, 85 ani, militantă comunistă română (n. 1916)
- 18 aprilie: Thor Heyerdahl, 87 ani, etnolog norvegian (n. 1914)
- 18 aprilie: Pál Reizer, 59 ani, episcop român (n. 1943)
- 20 aprilie: Hieronymus Menges, 91 ani, preot romano-catolic român (n. 1910)
- 20 aprilie: Drăgan Muntean, 47 ani, interpret român de muzică populară din Ținutul Pădurenilor Hunedoarei (n. 1955)
- 22 aprilie: Vera Proca Ciortea, 87 ani, maestră de dans, română (n. 1915)
- 22 aprilie: Soja Jovanović, 80 ani, prima femeie regizoare sârbă și iugoslavă (n. 1922)
- 22 aprilie: Victor Frederick Weisskopf, 93 ani, fizician austro-american (n. 1908)
- 23 aprilie: Gopal Baratham, 66 ani, scriitor singaporez (n.1935)
- 26 aprilie: Hans Heinrich von Thyssen-Bornemisza (n. Hans Heinrich Àgost Gábor Tasso Freiherr von Thyssen-Bornemisza de Kászon et Impérfalva), 81 ani, om de afaceri și colecționar de artă născut în Țările de Jos (n. 1921)
- 26 aprilie: Brândușa Prelipceanu, 53 ani, jurnalistă și traducătoare română (n. 1949)
- 27 aprilie: Ruth Handler, 85 ani, inventatoare americană (păpușa Barbie), (n. 1916)
- 28 aprilie: Alexandr Ivanovici Lebed, 52 ani, general și politician rus (n. 1950)